# Lata 1810–1819
Lata 1810–1819
lub Lata 10. XIX wieku
Stulecia: XVIII wiek ~ XIX wiek ~ XX wiek
Dziesięciolecia: 1760–1769 « 1770–1779 « 1780–1789 « 1790–1799 « 1800–1809 « 1810–1819 » 1820–1829 » 1830–1839 » 1840–1849 » 1850–1859 » 1860–1869
Lata: 1810 • 1811 • 1812 • 1813 • 1814 • 1815 • 1816 • 1817 • 1818 • 1819

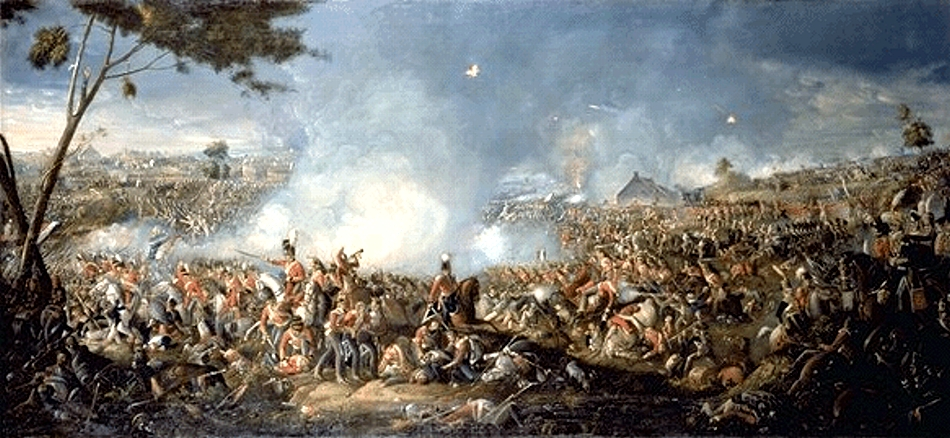
Wojny Napoleońskie – Bitwa pod Waterloo, 1815

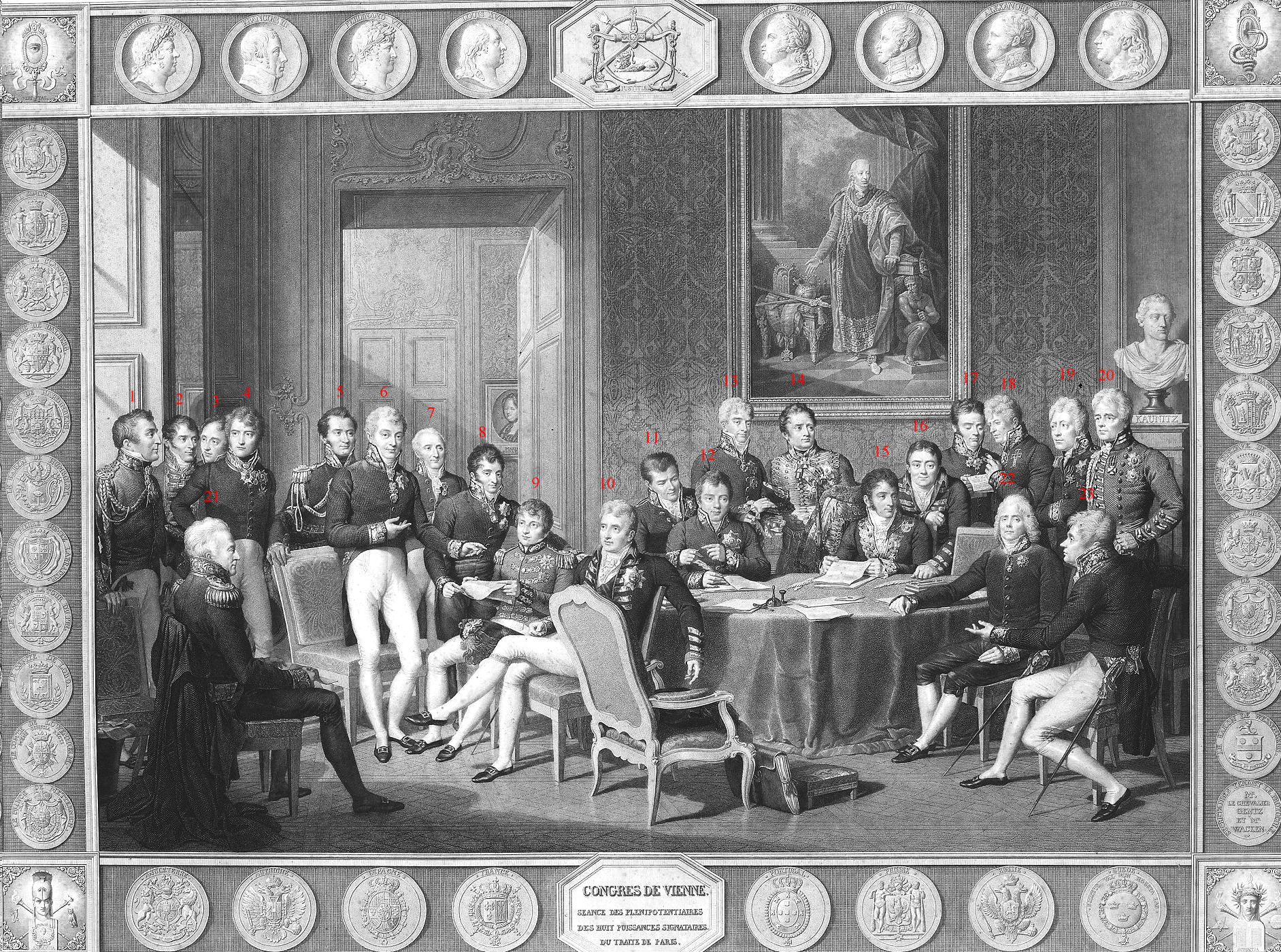
Kongres Wiedeński

Wydarzenia

## W Polsce
- 1810 – Fryderyk Chopin – urodził się 22 lutego/1 marca
- 1815 – powstanie Królestwa Kongresowego
- 5 kwietnia 1810 – urodził się Dionizy Czachowski

## Na świecie
- Wojny napoleońskie (inwazja na Rosję, bitwa pod Borodino, bitwa pod Lipskiem, bitwa pod Waterloo)
- 1811 – Liczba mieszkańców Londynu przekroczyła 1 milion.
- 1815 – upadek Napoleona Bonapartego
- 1815 – kongres wiedeński
- 1815 – erupcja wulkanu Tambora, najsilniejsza w czasach historycznych
- 1816 – rok bez lata
- Pierwszy rejs statku parowego przez Atlantyk

## Technologia
- Lampa Davy’ego
- Stetoskop
- Lampa gazowa

## Osoby
- Napoleon Bonaparte
- Aleksander I Romanow
- Fryderyk Wilhelm III Pruski
- Franciszek II Habsburg
- Klemens von Metternich
- Karol XIII
- Karol XIV Jan
- Wiktor Emanuel I
- Ludwik XVIII
- Jerzy III Hanowerski
- James Madison
- James Monroe
- Pius VII